# 萨讷圣瑞斯特
萨讷圣瑞斯特（法語：Saâne-Saint-Just，法語發音：[san sɛ̃ ʒy(st)]）是法国滨海塞纳省的一个市镇，属于迪耶普区。

## 地理
萨讷圣瑞斯特（49°45'36"N, 0°55'33"E）面积6.70 平方千米，位于法国诺曼底大区滨海塞纳省，该省份为法国北部沿海省份，其西部及北部濒大西洋英吉利海峡，东起顺时针与索姆省、瓦兹省、厄尔省和卡爾瓦多斯省接壤。
与萨讷圣瑞斯特接壤的市镇（或旧市镇、城区）包括：瓦勒德萨讷、萨讷河畔欧祖维尔、比维尔拉里维耶尔、戈讷托、鲁瓦维尔、科地区圣洛朗。

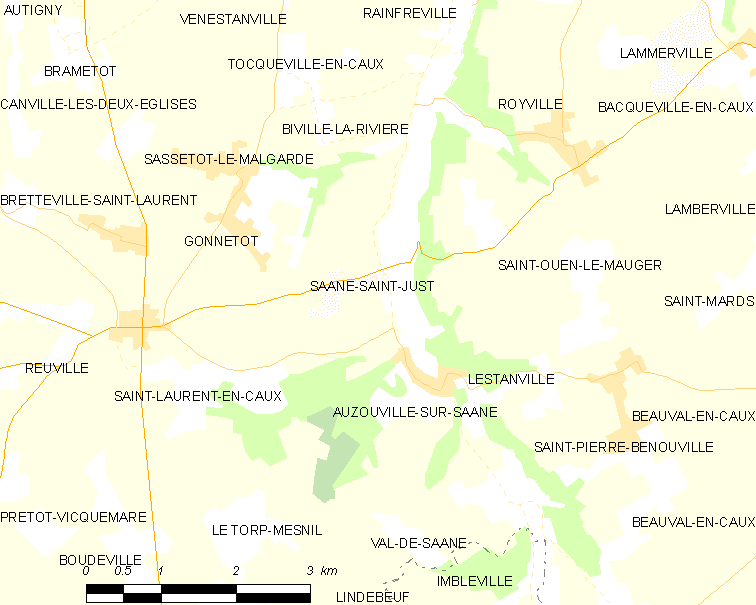
萨讷圣瑞斯特的OSM定位图

萨讷圣瑞斯特的时区为UTC+01:00、UTC+02:00（夏令时）。

## 行政
萨讷圣瑞斯特的邮政编码为76730，INSEE市镇编码为76549。

## 政治
萨讷圣瑞斯特所属的省级选区为吕讷赖县。

## 人口

1962-2008年间萨讷圣瑞斯特人口变化图示

萨讷圣瑞斯特于2022年1月1日时的人口数量为137人。